# Échelle de Saint-Marin
L'échelle de Saint-Marin est une échelle suggérée pour évaluer les risques associés aux transmissions délibérées depuis la Terre (en) visant une éventuelle vie intelligente extraterrestre. L'échelle évalue l'importance des transmissions en provenance de la Terre en fonction de l'intensité du signal et du contenu en information. Cette échelle a été suggérée par Iván Almár en 2005 lors d'une conférence à Saint-Marin, d'où son nom,,. Les émissions radio de Jupiter, Saturne et Neptune ne sont pas prises en compte dans le modèle. L'échelle de Saint-Marin a ensuite été adoptée par le groupe d'étude permanent SETI de l'Académie internationale d'astronautique lors de sa réunion de 2007 à Hyderabad, en Inde.
Dans la présentation originale donnée par Almár, l'indice de Saint-Marin, SMI, d'un événement donné est calculé comme la somme de deux termes.
{\displaystyle SMI=I+C}
Le premier terme, I, est basé sur l’intensité du signal par rapport au bruit de fond dans la même bande de fréquences. Ce terme est logarithmique et calculé ainsi :
{\displaystyle I{=}\log _{10}\left({\frac {\text{intensité du signal}}{\text{intensité du fond}}}\right)}
Par exemple, un signal 100 fois plus intense que le bruit de fond à la même fréquence et à la même bande passante aurait une valeur I égale à 2.
Le deuxième terme, C, est plus subjectif et se rapporte au contenu, à la visée, au timing et au caractère du signal. Une valeur nominale de 1 est quelque chose comme une impulsion radar parasite, dénuée de tout contenu informatif et dirigée de manière aléatoire. Un indice C de 5 est une réponse délibérée à un signal extraterrestre.

## Échelle[1]
| Valeur | Danger potentiel |
| ------ | ---------------- |
| 10     | Extraordinaire   |
| 9      | Exceptionnel     |
| 8      | Considérable     |
| 7      | Haut             |
| 6      | Notable          |
| 5      | Intermédiaire    |
| 4      | Modéré           |
| 3      | Mineur           |
| 2      | Faible           |
| 1      | Insignifiant     |